# Mellicta phoibophila
Mellicta phoibophila är en fjärilsart som beskrevs av Felix Bryk 1940. Mellicta phoibophila ingår i släktet Mellicta och familjen praktfjärilar. Inga underarter finns listade i Catalogue of Life.